# Santuário de São Miguel Arcanjo

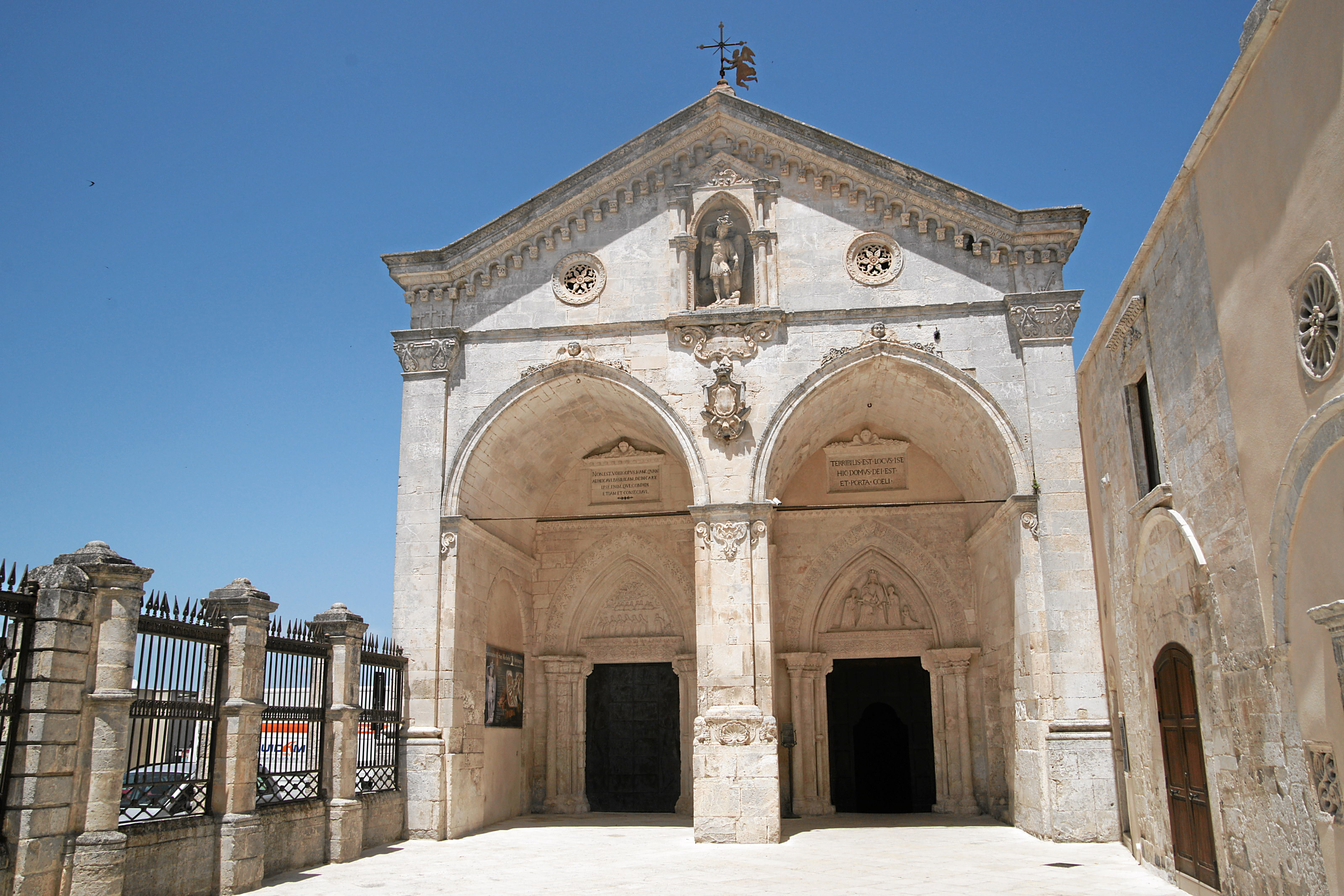
Entrada do Santuário de São Miguel Arcanjo.

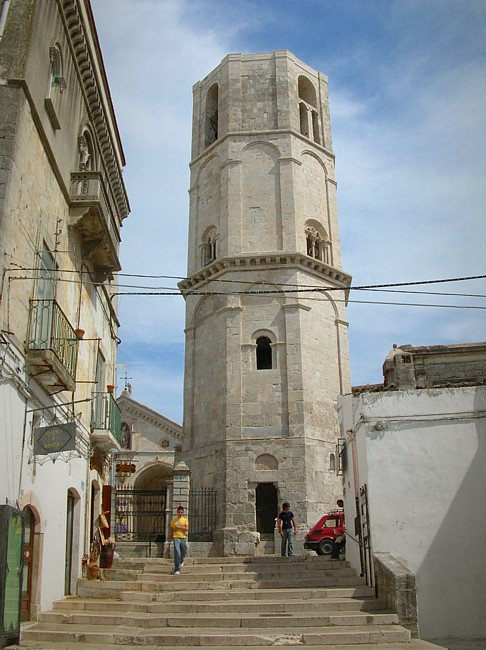
A torre octogonal (campanário) do Santuário de São Miguel Arcanjo.

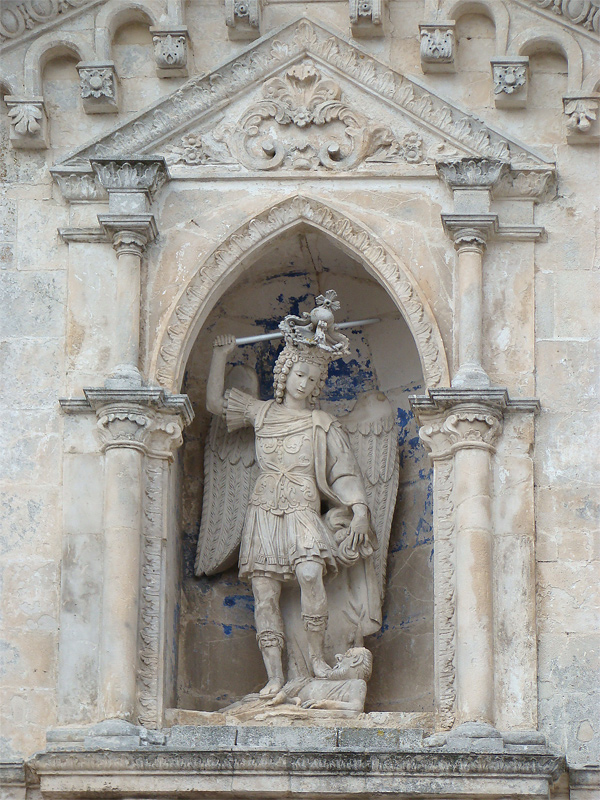
Estátua do arcanjo São Miguel, com vista para a entrada do Santuário.

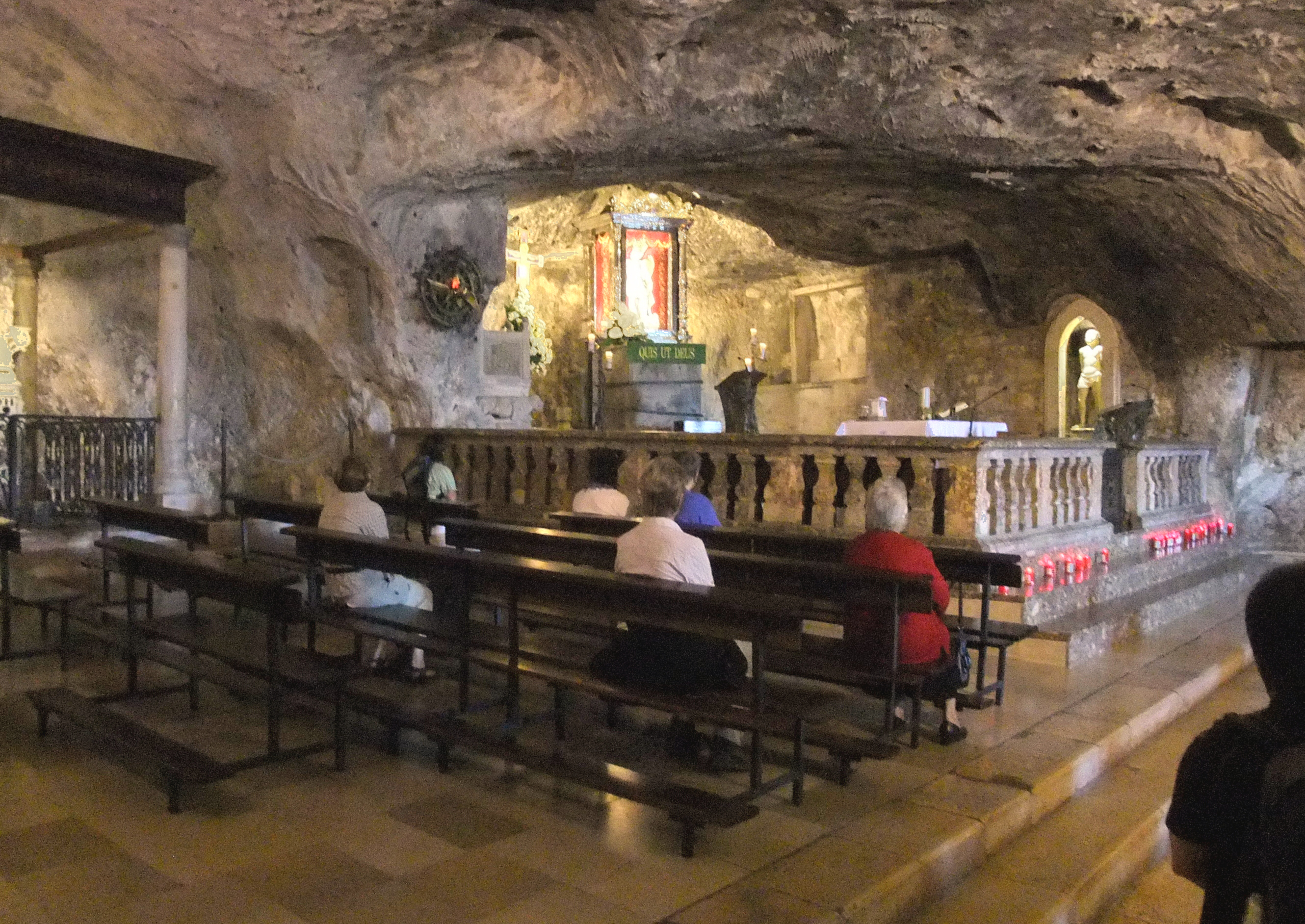
A gruta onde apareceu o arcanjo São Miguel.

O Santuário de São Miguel Arcanjo (em italiano: Santuario di San Michele Arcangelo), às vezes chamado simplesmente de Monte Sant'Angelo, é um santuário católico na região do também chamado Monte Gargano, na Itália, parte do município de Monte Sant'Angelo, na província de Foggia, no norte de Apúlia.
É o mais antigo santuário na Europa Ocidental dedicado ao arcanjo São Miguel e tem sido um importante local de peregrinação desde a Idade Média. O sítio histórico e seus arredores são protegidos pelo Parque Nacional do Gargano.
Em 2011, tornou-se Património Mundial pela UNESCO como parte de um grupo de sete, inscritos como Lombardos na Itália. Locais do poder (568-774).

## História
A aparição do arcanjo São Miguel no Monte Gargano está relacionada no Breviário Romano de 8 de maio, bem como na Legenda Áurea, o compêndio sobre os santos cristãos que foi compilado por Jacopo de Varazze entre 1260-1275.
Segundo os relatos, por volta do ano 490 o Arcanjo São Miguel apareceu várias vezes ao Bispo de Siponto perto de uma caverna, pedindo que a caverna fosse dedicada ao culto cristão e que se desse proteção a cidade vizinha de Siponto de invasores pagãos. Estas foram as primeiras aparições do Arcanjo Miguel na Europa Ocidental.
O Papa Gelásio I (492–496) determinou que uma basílica fosse erigida no local. A Basílica de São João na Tumba é o lugar de descanso final do rei lombardo Rotário (falecido em 652), a designação de tumba é agora aplicada à cúpula sobre "squinches". A Tumba de Rotário é um batistério do século II com cobertura em forma de arredondada.

## Arquitetura
O complexo de edifícios consiste no Batistério de São João, danificado em 1942, e na Igreja de Santa Maria Maior. O batistério apresenta um piso retangular sobre a qual apoia um suporte octógono que suporta alta cúpula. A igreja erguida no século XI pelo Arcebispo Leoa está em cima dos restos de uma antiga necrópole.
O castelo foi ampliado pelos normandos acima de uma residência episcopal do bispo de Benevento, para proporcionar um assento apropriado para a "Honra Montis Sancti Angeli", posteriormente foi modificado por Frederico II. O maciço campanário octogonal foi construído no final de XIII século também por Frederico II como uma torre de vigia. Ele foi transformado em uma torre sineira por Carlos I de Anjou.
A caverna no seu lado esquerdo, com seu poço sagrado, está cheio de ofertas votivas, especialmente o trono em mármore,do século XII, apoiado sobre leões agachados.